# エリーザ・トグット
エリーザ・トグット（Elisa Togut, 1978年5月14日 - ）は、イタリアの女子バレーボール選手。ゴリツィア出身。ポジションはオポジット。元イタリア代表。

## 来歴
1998年にイタリア代表に選出され、2006年に代表を退くまでイタリア女子のオポジットとして活躍。2002年世界選手権でイタリアを初優勝に導き、MVPを受賞した。2000年シドニーオリンピックと2004年アテネオリンピックに出場した。2014年に現役引退した。

## 球歴
- オリンピック - 2000年（9位）、2004年（5位）
- 世界選手権 - 1998年（5位）、2002年（優勝）、2006年（4位）
- ワールドグランプリ - 1999年、2000年、2004年、2006年
- 欧州選手権 - 1999年、2001年、2005年

## 受賞歴
- 2002年 世界選手権 MVP

## 所属クラブ
- Volley Modena （1994-1996年）
- New Line Vignola （1996-1997年）
- Volley Modena（1997-1998年）
- Club Italia （1998-1999年）
- FVブスト・アルシーツィオ （1999-2000年）
- ヴィチェンツァ・バレー （2000-2002年）
- ピエラリージ・イェージ （2002-2008年）
- シリオ・ペルージャ （2008-2009年）
- Crema Volley（2010-2012年）
- Cuatto Giaveno Volley（2012-2013年）
- Pallavolo Pinerolo（2013-2014年）